# Olli Huttunen
Olli Huttunen   (Kajaani, 4 d'agost de 1960) fou un futbolista finlandès de la dècada de 1980.
Fou 61 cops internacional amb la selecció finlandesa.
Pel que fa a clubs, destacà a FC Haka.
Trajectòria com a entrenador:
- 1998-2002: FC Haka (assistent)
- 2002-2009: FC Haka
- 2010-2011:  Finlàndia
- 2012-2015: VPS